# Canyon di Genova
Il canyon di Genova si trova nel Mar Ligure ed è il canyon sottomarino più grande del Mediterraneo.
Il canyon ha inizio nel mare antistante Genova; inizialmente si compone di due rami separati, che hanno origine in corrispondenza delle foci dei due principali torrenti dell'area genovese (Polcevera e Bisagno) e si estende per oltre 70 km in direzione nord-sud. I cigli delle sue pareti distano tra loro 50 km e la loro pendenza, in certi punti superiore anche al 50%, porta ad una profondità di 2400 m.
La formazione del canyon è dovuta all'erosione del fondale marino provocata dai sedimenti trasportati a mare dai due torrenti.
Sul ciglio orientale del canyon, a circa 45 km al largo di Portofino, è presente un rilievo sottomarino in corrispondenza del quale il fondale risale alla profondità di 515 m.
L'origine dei canyon sottomarini di Genova risale al Messiniano (oltre 5 milioni di anni fa), quando il mar Mediterraneo si era prosciugato e così  rimase per oltre 600.000 anni per la chiusura dello stretto di Gibilterra.
In quel periodo i torrenti di Genova sfociavano più a sud e più in basso di 2000 m. in un lago salato, quindi quelle valli furono sommerse con la riapertura dello stretto di Gibilterra.
Analoghe valli sottomarine  si trovano in tutto il ponente ligure, poiché l'appennino ligure si era già formato nell'attuale posizione (diverso il discorso per la catena appenninica centro meridionale che allora era in formazione e posizionata molto più ad ovest).